# Pagambiran Ampulu Nan Xx
Pagambiran Ampulu Nan Xx is een bestuurslaag in het regentschap Padang van de provincie West-Sumatra, Indonesië. Pagambiran Ampulu Nan Xx telt 16.829 inwoners (volkstelling 2010).